# جون آدامز ويبل
جون آدامز ويبل (بالإنجليزية: John Adams Whipple)‏ هو مصور وعالم فلك ومخترع أمريكي، ولد في 10 سبتمبر 1822 في غرافتون في الولايات المتحدة، وتوفي في 10 أبريل 1891 في كامبريدج في المملكة المتحدة.

## معرض صور

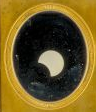
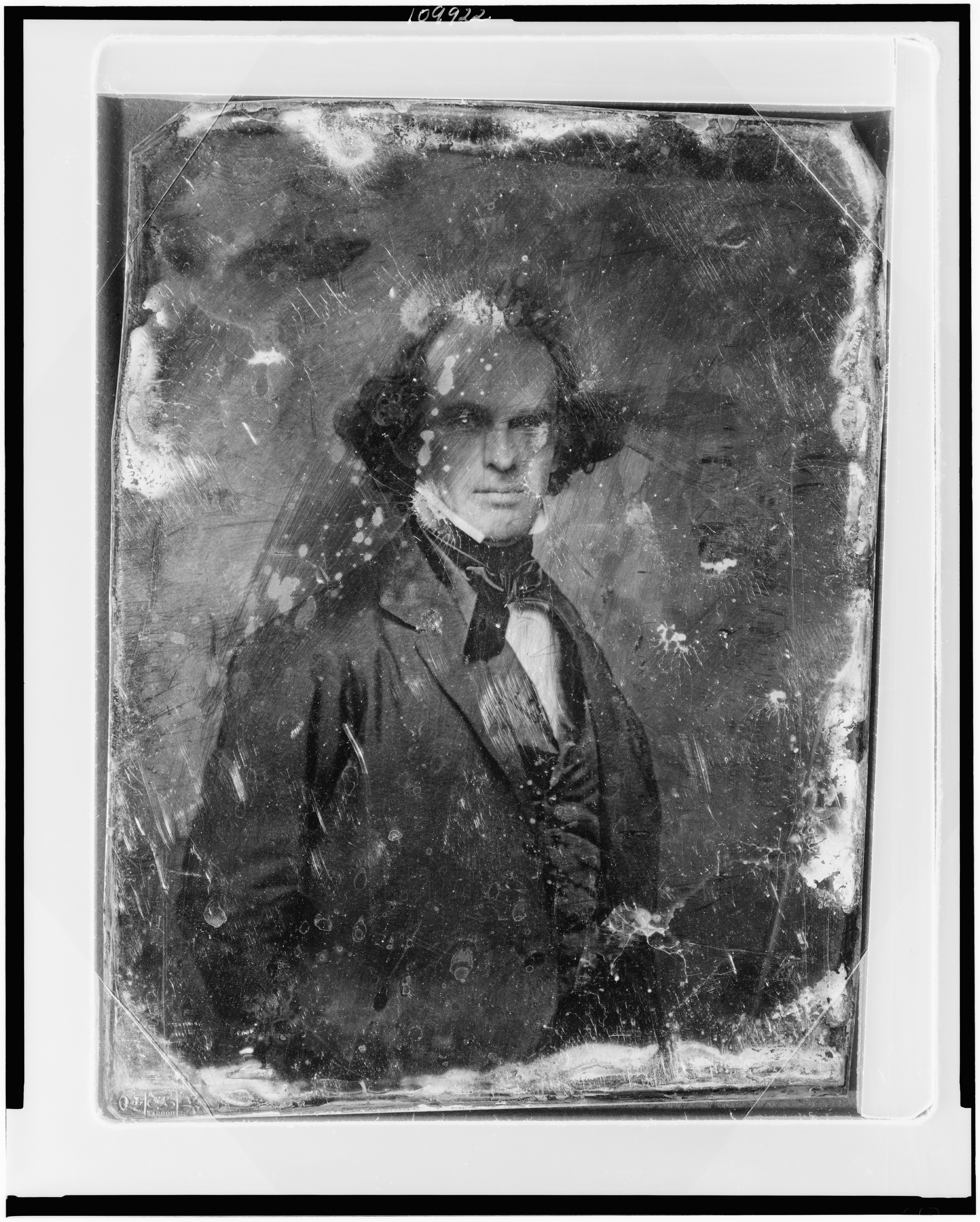
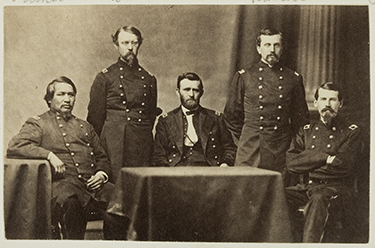
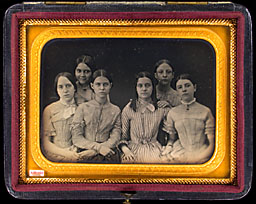
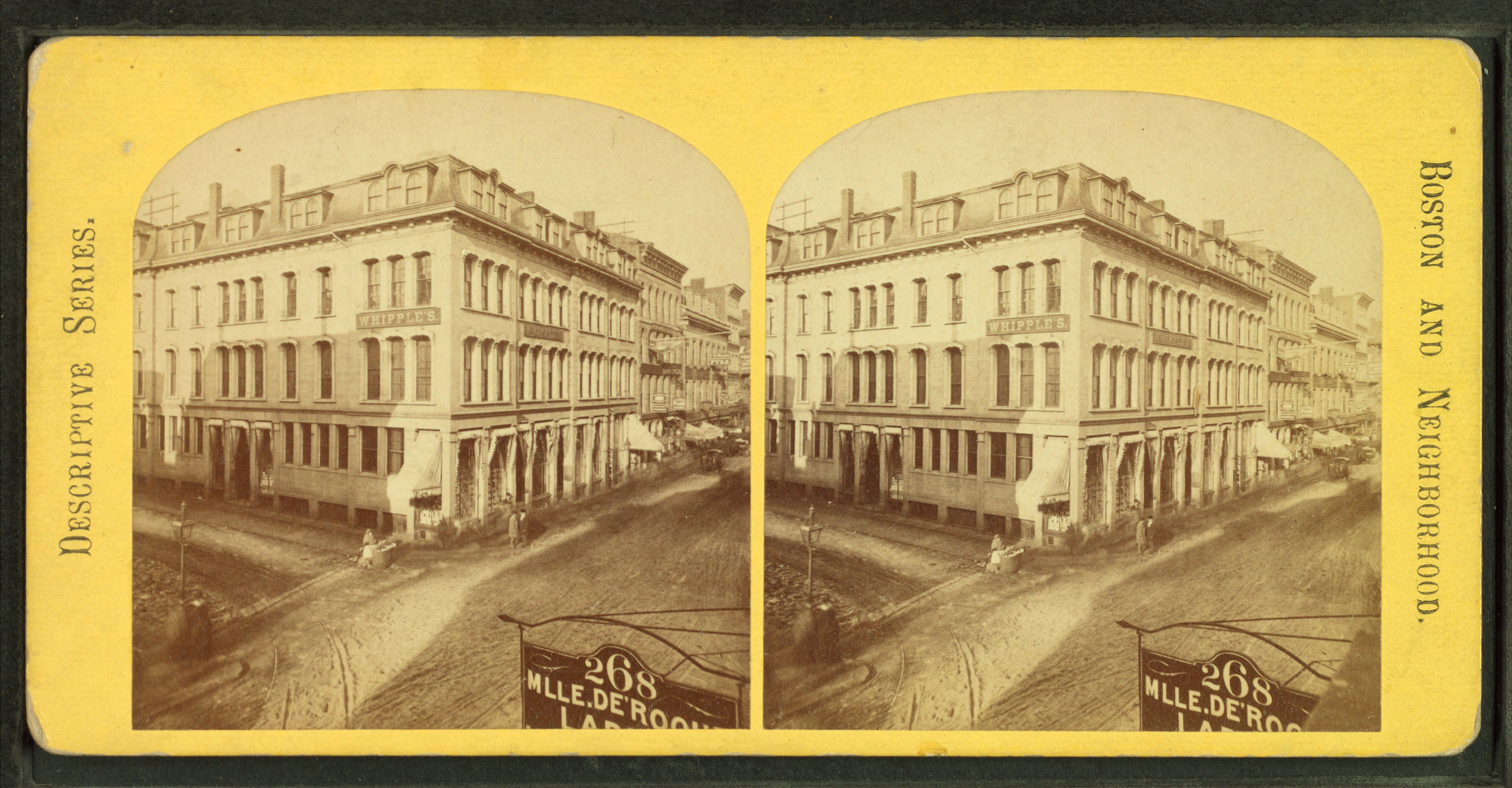
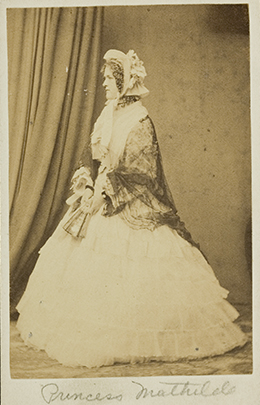